# Zoltan Mesko
Zoltán Meskó (* 6. März 1986 in Timișoara, Rumänien) ist ein US-amerikanischer American-Football-Spieler ungarischer Abstammung. Der 1,93 Meter große Mesko spielt in der National Football League (NFL) die Position des Punters.

## Biografie

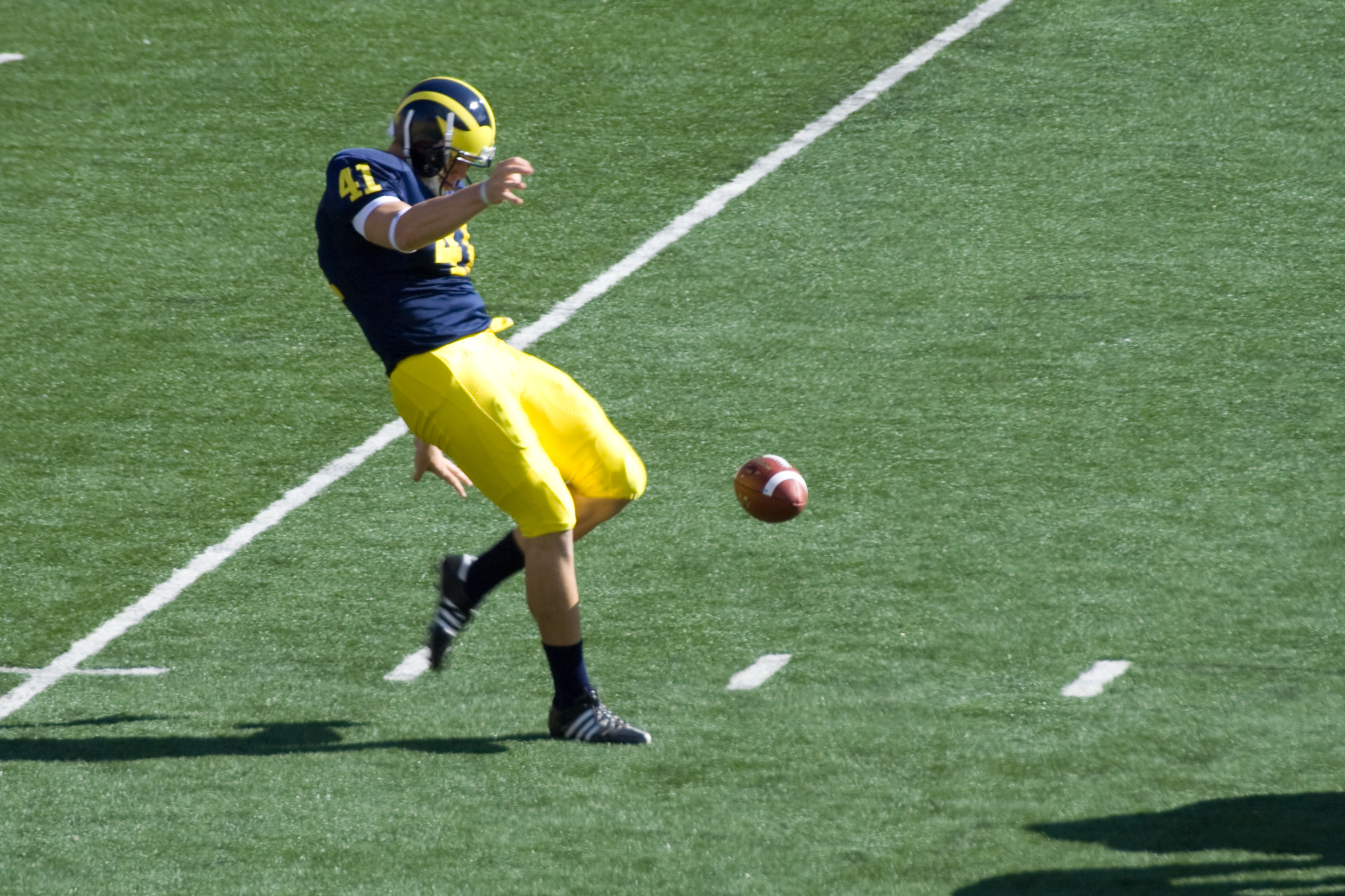
Mesko als Mitglied der Michigan Wolverines (2008)

Meskó wuchs in der Sozialistischen Republik Rumänien auf und erlebte als Kind und Angehöriger der ungarischstämmigen Minderheit die Wirren der rumänischen Revolution mit. Er durchlebte eine Kindheit voller Armut und Gefahr, die er mit „immerwährender Knappheit von Essen“ und „ständigen Schüssen“ charakterisierte. Die Eltern bewarben sich erfolgreich um eine amerikanische Green Card und emigrierten in die Vereinigten Staaten, als Zoltán zehn Jahre alt war. In Cleveland lernte Meskó, der begeisterter Fußballspieler war, zum ersten Mal American Football kennen und wurde bald ein vielversprechender Kicker. Beim Hallen-Football (Kickball) trat er einmal den Ball so kraftvoll, dass er die Deckenlampen zerbrach. Als in der Highschool absehbar war, wie groß Meskó werden würde (heute 1,93 Meter), wurde er vom Kicker zum Punter umgeschult.
Als die Meskós erkannten, dass Zoltán mit American Football eine renommierte Universität besuchen könnte („Meine Eltern konnten kaum glauben, dass man bereits ein Universitätsstipendium bekommt, nur wenn man einen Football weit treten kann“), stellte seine Mutter ein "Best-of"-Video der besten Punts ihres Sohnes zusammen, schickte sie an 86 Universitäten und erhielt so viele Zusagen, dass Meskó quasi die freie Auswahl hatte. Schließlich entschied er sich für die University of Michigan und wurde Mitglied des lokalen Footballteams, den Michigan Wolverines.
Meskó etablierte sich als einer der Stützen der Wolverines. Er wurde zweimal ins First Team der All-Big Ten Conference gewählt, stellte 2009 mit 44,5 Yards pro Punt einen neuen Wolverines-Rekord auf und wurde der erste Wolverines-Kapitän, der den Special Teams angehörte. Als er sich ins Blickfeld der NFL-Scouts zu punten hoffte, meinte er, dass sein für amerikanische Verhältnisse ungewöhnlicher Name positiv sei, da er eher im Gedächtnis bliebe als wenn sein Name „Jim Smith“ lautete. Im NFL Draft 2010 wurde er als 150. Spieler von den New England Patriots verpflichtet, deren Head Coach Bill Belichick die eher durchschnittlichen Leistungen vom bisherigen Punter Chris Hanson auszumerzen hoffte.
Auf Anhieb wurde Meskó der neue Punter der Patriots. In den Jahren 2010 bis 2012 nahm er jeweils in allen 16 Saisonspielen der Regular Season teil und erreichte mit den Patriots den Super Bowl XLVI, der mit 17:21 gegen die New York Giants verloren wurde. 2011 schaffte Meskó beachtliche 41,5 Netto-Yards pro Punt (46,5 Yards absolut), und 2012 gelang es ihm, mit 46,7 Prozent seiner Punts den Gegner in der eigenen 20-Yards-Linie festzunageln. Im Jahr 2013 wurde Mesko von den Patriots entlassen, da New England den neuen Punter Ryan Allen verpflichtete. Meskó schloss sich den Pittsburgh Steelers an und spielte dort bis Oktober 2013, bis ihm nach mäßigen Leistungen (nur noch 36,7 Netto-Yards pro Punt) im Spiel gegen die Oakland Raiders gleich zwei Punts fehlschlugen (einer wurde geblockt, einer flog nur 30 Yards weit). Daraufhin wurde Meskó entlassen.

## Privatleben
Meskó besitzt Abschlüsse in Betriebswirtschaft und Sportwissenschaft und spricht fünf Sprachen. Er ist der Sohn von Mihály und Erzsébet Meskó, einem Ingenieursehepaar. Mihály Meskó war in Rumänien ein professioneller Bowling-Spieler.